# Linn Larsson (innebandyspelare)
Linn Larsson, född den 23 juli 2003, är en schweizisk innebandysspelare som spelar för svenska Team Thorengruppen och schweiziska damlandslaget.
Linn Larsson har med det schweiziska landslaget tagit ett brons i World Games år 2025.